# 사카키 히데노리
사카키 히데노리(일본어: 榊 英訓, 1981년 8월 23일 ~ )는 일본의 배우이자 성우로, 지바현 출신다.